# Mister Olympia 2022
Mister Olympia 2022 è stata la cinquantottesima edizione dell'omonima competizione di bodybuilding prodotto dalla IFBB. L'evento si è svolto dal 15 al 18 dicembre 2022 al Planet Hollywood di Las Vegas (USA).
Nella categoria Open si è imposto per la prima volta l'iraniano Hadi Choopan, mentre la divisione 'Classic' ha visto per il quarto anno consecutivo Chris Bumstead sul gradino più alto del podio.

## Risultati

### Categoria Open
Tutti gli atleti oltre la 15ª posizione ricevono il medesimo punteggio e posizionamento. Dalla 16ª posizione gli atleti sono indicati in ordine alfabetico.
| Posizione | Premio   | Nome                            | Paese                  | Judging | Finali | Totale |
| --------- | -------- | ------------------------------- | ---------------------- | ------- | ------ | ------ |
| 1         | $400,000 | Hadi Choopan                    | Iran (bandiera)        | 7       | 6      | 13     |
| 2         | $150,000 | Derek Lunsford                  | Stati Uniti (bandiera) | 8       | 9      | 17     |
| 3         | $100,000 | Nick Walker                     | Stati Uniti (bandiera) | 15      | 17     | 32     |
| 4         | $80,000  | Brandon Curry                   | Stati Uniti (bandiera) | 20      | 20     | 40     |
| 5         | $50,000  | Mamdouh Elssbiay                | Egitto (bandiera)      | 25      | 27     | 52     |
| 6         | $40,000  | Samson Dauda                    | Regno Unito (bandiera) | 30      | 28     | 58     |
| 7         | $30,000  | Hunter Labrada                  | Stati Uniti (bandiera) | 35      | 35     | 70     |
| 8         | $20,000  | Andrew 'Jacked' Chinedu Obiekea | Nigeria (bandiera)     | 40      | 40     | 80     |
| 9         | $18,000  | William Bonac                   | Paesi Bassi (bandiera) | 45      | 46     | 91     |
| 10        | $17,000  | Rafael Brandao                  | Brasile (bandiera)     | 50      | 50     | 100    |
| 11        |          | Iain Valliere                   | Canada (bandiera)      | 56      | 57     | 113    |
| 12        |          | Michael Krizanek                | Slovacchia (bandiera)  | 59      | 58     | 117    |
| 13        |          | Patrick Johnson                 | Danimarca (bandiera)   | 67      | 67     | 134    |
| 14        |          | Charles Griffin                 | Stati Uniti (bandiera) | 69      | 68     | 137    |
| 15        |          | Justin Rodriguez                | Stati Uniti (bandiera) | 75      | 77     | 152    |
| =16       |          | Mohammad Alnsoor                | Giordania (bandiera)   | 80      | 80     | 160    |
| =16       |          | Blessing Awodibu                | Irlanda (bandiera)     | 80      | 80     | 160    |
| =16       |          | Vitor Boff                      | Brasile (bandiera)     | 80      | 80     | 160    |
| =16       |          | Tonio Burton                    | Stati Uniti (bandiera) | 80      | 80     | 160    |
| =16       |          | James Hollingshead              | Regno Unito (bandiera) | 80      | 79     | 159    |
| =16       |          | Theo Leguerrier                 | Francia (bandiera)     | 80      | 80     | 160    |
| =16       |          | Andrea Presti                   | Italia (bandiera)      | 80      | 80     | 160    |
| =16       |          | Mohamed Shaaban                 | Egitto (bandiera)      | 80      | 80     | 160    |
| =16       |          | Vladyslav Sukhoruchko           | Ucraina (bandiera)     | 80      | 80     | 160    |
| =16       |          | Joel Thomas                     | Stati Uniti (bandiera) | 80      | 80     | 160    |
| =16       |          | Antoine Vaillant                | Canada (bandiera)      | 80      | 80     | 160    |
| =16       |          | Akim Williams                   | Stati Uniti (bandiera) | 80      | 80     | 160    |

### Categoria Classic Physique
| Posizione | Premio | Nome                       | Paese                  | Totale |
| --------- | ------ | -------------------------- | ---------------------- | ------ |
| 1         |        | Chris Bumstead             | Canada (bandiera)      | 5      |
| 2         |        | Ramon "Dino" Rocha Queiroz | Brasile (bandiera)     | 10     |
| 3         |        | Urs Kalecinski             | Germania (bandiera)    | 15     |
| 4         |        | Breon Ansley               | Stati Uniti (bandiera) | 20     |
| 5         |        | Mike Sommerfeld            | Germania (bandiera)    | 25     |